# Giornata internazionale delle persone con disabilità
La Giornata internazionale delle persone con disabilità è indetta dalle Nazioni Unite dal 1981. La Giornata mira ad aumentare la consapevolezza verso la comprensione dei problemi connessi alla disabilità e l'impegno per garantire  la dignità, i diritti e il benessere delle persone con disabilità. Ogni 3 dicembre la giornata è dedicata ad un tema specifico. Nel 2017, in questo stesso giorno, la Bandiera della disabilità è stata presentata presso la sede europea delle Nazioni Unite.
Sulla base di molti decenni di lavoro delle Nazioni Unite nel campo della disabilità, la Convenzione delle Nazioni Unite sui diritti delle persone con disabilità (UNCRPD) adottata nel 2006, ha ulteriormente migliorato i diritti e il benessere delle persone con disabilità nell'attuazione dell'Agenda per lo sviluppo sostenibile del 2030.

## In Europa
L'Unione europea e tutti i Stati membri sono parte del trattato che è entrato in vigore nel gennaio 2011 e ha guidato la strategia europea sulla disabilità 2010-2020.

## Storia

### L'Anno internazionale delle Persone Disabili 1981
Nel 1976, l'Assemblea generale delle Nazioni Unite ha proclamato il 1981 Anno internazionale delle persone disabili che prevedeva che i Paesi membri definissero un piano d'azione nazionale, regionale ed internazionale, focalizzato sulla parità di opportunità, la riabilitazione e la prevenzione delle disabilità.
Il tema dell'Anno Internazionale delle Persone Disabili era Piena partecipazione ed uguaglianza, inteso come il diritto delle persone con disabilità a partecipare pienamente alla vita e allo sviluppo della loro società, a godere di condizioni di vita uguali a quelle degli altri cittadini, e avere la stessa quota di miglioramento delle proprie condizioni derivanti dallo sviluppo socio-economico.

### Il decennio delle persone con disabilità delle Nazioni Unite 1983–1992
Per dare ai governi ed alle organizzazioni il tempo adeguato per attuare le attività raccomandate nel Programma d'azione mondiale, l'Assemblea generale ha proclamato il Decennio delle persone disabili delle Nazioni Unite 1983-1992.

### Temi delle Giornate
- 1998: Arts, Culture and Independent Living
- 1999: Accessibility for all for the new Millennium
- 2000: Making information technologies work for all
- 2001: Full participation and equality: The call for new approaches to assess progress and evaluate outcome
- 2002: Independent Living and Sustainable Livelihoods
- 2003: A voice of our own
- 2004: Nothing about Us without Us
- 2005: Rights of Persons with Disabilities: Action in Development
- 2006: E-Accessibility
- 2007: Decent work for persons with disabilities
- 2008: Convention on the Rights of Persons with Disabilities: Dignity and justice for all of us
- 2009: Making the MDGs Inclusive: Empowerment of persons with disabilities and their communities around the world
- 2010: Keeping the promise: Mainstreaming disability in the Millennium Development Goals towards 2015 and beyond
- 2011: Together for a better world for all: Including persons with disabilities in development
- 2012: Removing barriers to create an inclusive and accessible society for all
- 2013: Break Barriers, Open Doors: for an inclusive society and development for all
- 2014: Sustainable Development: The Promise of Technology
- 2015: Inclusion matters: access and empowerment of people of all abilities
- 2016: Achieving 17 Goals for the Future We Want
- 2017: Transformation towards sustainable and resilient society for all
- 2018: Empowering persons with disabilities and ensuring inclusiveness and equality
- 2019: Promoting the participation of persons with disabilities and their leadership: taking action on the 2030 Development Agenda
- 2020: “Building Back Better: verso un mondo post COVID-19 inclusivo, accessibile e sostenibile””
- 2021: “Leadership e partecipazione delle persone con disabilità verso un mondo post-COVID-19 inclusivo, accessibile e sostenibile”
- 2022: “Soluzioni trasformative per uno sviluppo inclusivo: il ruolo dell'innovazione nell'alimentare un mondo accessibile ed equo”